# Willys MB
El Willys MB era un automòbil tot terreny, no basat en vehicle comercial, sens tracció a les quatre rodes (excepte alguns models), adoptat en 1941 per l'Exèrcit dels Estats Units. Va ser desenvolupat a partir de 1940 seguint requeriments militars d'un tractor multifuncional amb un pes inferior a 1.000 quilos i velocitat superior a 80 km/h destinat a tasques de transport, enllaç i exploració per carretera i camp a través.

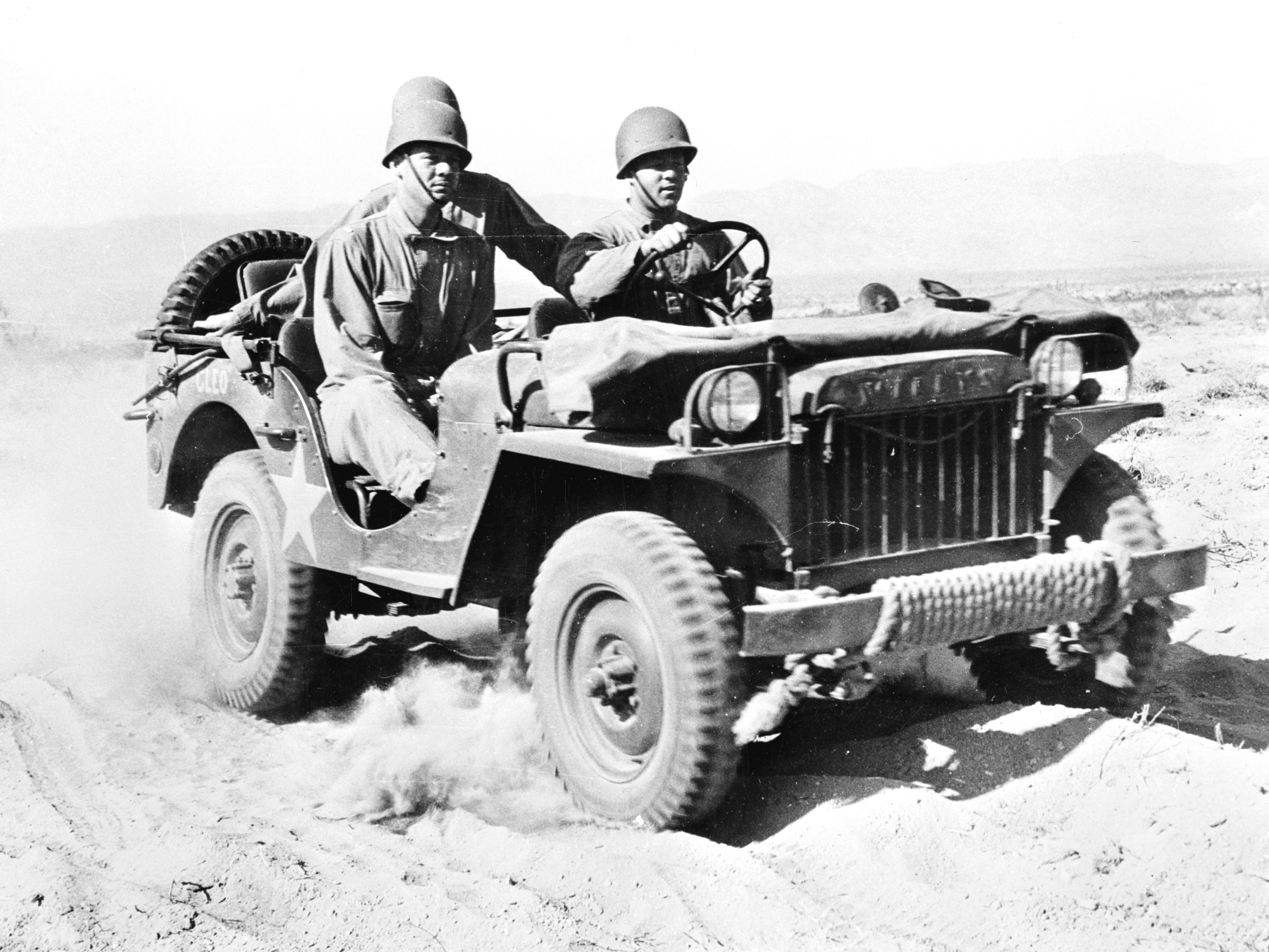
Jeep Willys MA en el Centre d'Entrenament al Desert, Indi, Califòrnia, juny de 1942.

Si bé va ser la petita companyia Bantam de Pennsilvània què va desenvolupar el primer prototip, l'Exèrcit va animar a Ford i Willys Overland a presentar els seus sobre la base del Bantam. El prototip de Bantam era el de menys cost, mentre que el de Willys era el més potent, i el de Ford el que major comoditat de conducció presentava (palanca de canvis, seients, etc.). En un polèmic concurs amb interessos comercials pel mig finalment es va encarregar a aquestes dues últimes la producció del vehicle, unint el millor de cada prototip, adduint la seva major capacitat de producció.
Tots ells diferien en petits detalls sent el més conegut el Willys per la seva característica calandra amb els fars integrats i capot pla. El model final comptava amb parabrisa abatible, capacitat (en principi) per a cinc ocupants, no tenia portes, era descobert, encara que disposava d'una capota.
Gràcies a la seva agilitat, versatilitat, tracció en terreny enfangat, pantanós, o gelat, robustesa i resistència a les pitjors condicions climatològiques, va tenir múltiples utilitats. Va servir com a ambulància, com a cotxe de comandament i exploració amb una metralladora browning en la seva caixa posterior, com a suport de llançacoets i morters, com a camió de bombers en portaavions, com remolcador de peces d'artilleria, vehicle de control aeri en aeròdroms, vehicle base per tropes paracaigudistes, portant cable telefònic, amb sis rodes per patrulla de la Guàrdia Costanera, etc. A més, al teatre d'operacions de Birmània va ser adaptat com a locomotora, i el SAS britànic el va utilitzar en substitució dels seus inicials camions al nord d'Àfrica i posteriorment a França com a vehicle d'assalt per atacar bases i combois armant amb metralladores antiaèries. Posteriorment, el 1942 es va produir una versió amfíbia. Si bé, de menys èxit que el seu germà gran, va ser bastant útil per als soviètics.
D'acord amb la llei de préstec i arrendament va ser subministrat en grans quantitats a la Gran Bretanya (debutant en la campanya del Nord d'Àfrica amb excel·lents resultats) i la Unió Soviètica, contribuint en gran manera a la motorització l'Exèrcit Roig, on també la GAZ va fer la seva pròpia versió.
Les seves prestacions eren superiors al seu homòleg alemany el Kübelwagen (basat en el Volkswagen Escarabat 'Käfer').
Pel que sembla el seu nom és una derivació de les sigles en anglès de 'General Purpose' GP (propòsits generals) que era l'especificació militar del vehicle. De "yipi", va quedar a 'Jeep'. Tanmateix, també hi ha versions que no han de ser contradictòries sinó complementàries que la seva denominació procedeix de "Eugene the Jeep", un personatge de Popeye, en concret una mascota d'Olivia amb poders fantàstics.
El Jeep, no només és reconegut com la major contribució dels EUA a la guerra ( General Marshall dixit), sinó que va obrir la porta a una nova generació de vehicles tot terreny amb múltiples usos comercials després de la Segona Guerra Mundial.